# Guerres romano-parthes
Pour un article plus général, voir Guerres perso-romaines.
Batailles
Carrhes (53 av. J.-C.) 
Invasion parthe (40 - 37 av. J.-C.) 
Arménie (58  -63) ; Rhandeia (62) 
Guerre de Trajan (114 - 117) 
Guerre de Lucius Verus (161  -166) 
Ctésiphon (198) (en) 
Nisibe (217)
Les guerres romano-parthes (66 av. J.-C. - 217 ap. J.-C.) sont une suite de guerres entre l'Empire parthe et l'Empire romain. C'était la première série de conflits d'une période de 719 années de guerres romano-persiques.

## Sous la République romaine
Au temps de la République romaine, les incursions dans l'Empire Parthe, furent repoussées, malgré la cinglante défaite de Crassus à la bataille de Carrhes (53 avant J.-C.). Pendant la « Guerre civile des Libérateurs » du Ier siècle, les Parthes ont activement soutenu les Républicains Brutus et Cassius, ont envahi la Syrie et conquis des territoires dans le Levant. Toutefois, la fin de la Guerre civile a apporté un renouvellement des forces romaines au Proche-Orient.

## La guerre parthique de Trajan
En 113, l'empereur romain Trajan fait une priorité stratégique de la conquête de l'Est et de la défaite des Parthes. Il réussit à investir Ctésiphon, la capitale parthe et installe l'arsacide Parthamaspatès comme souverain client de Rome. Toutefois, les révoltes judéo-parthes, ainsi que celles des juifs messianiques de l'empire romain (Guerre de Kitos) qui éclatent en 116, contraignent les forces romaines à repasser l'Euphrate (117) et opérer une dure occupation de la Parthie qui se prolonge jusqu'en 123 : Hadrien, qui a succédé à Trajan en août 117, a inversé la politique de son prédécesseur et affirme son intention de rétablir l'Euphrate, comme la limite des territoires contrôlés par Rome.

## La guerre parthique de Lucius Verus
Cependant, au cours du IIe siècle, la guerre a éclaté de nouveau, lorsque Vologèse IV tente vers 161 d'installer un de ses vassaux sur le trône d'Arménie. Une contre-attaque romaine mené par le général Statius Priscus vainc les Parthes et installe le favori des romains sur le trône arménien. L'invasion de la Mésopotamie culmine avec le sac de Ctésiphon en 165.

## La guerre parthique de Septime Sévère
En 195, une nouvelle invasion romaine de la Mésopotamie a commencé sous l'empereur Septime Sévère, qui a occupé Séleucie et Babylone, puis à nouveau mis à sac Ctésiphon en 197.

## Chute de l'Empire Parthe sous les coups des Sassanides
L'Empire Parthe n'est finalement pas tombé aux mains des Romains, mais sous les coups des Sassanides sous Ardachîr Ier, qui ont pris Ctésiphon en 226.
Sous Ardachîr et ses successeurs, le conflit romano-perse se poursuit entre l'Empire sassanide et Rome.